# Distrito electoral federal 18 de Veracruz
El XVIII Distrito Electoral Federal de Veracruz es uno de los 300 distritos electorales en los que se encuentra dividido el territorio de México para la elección de diputados federales y uno de los 21 en los que se divide el Estado de Veracruz. Su cabecera es el pueblo de Zongolica.
Desde el proceso de distritación de 2005, el Distrito XVIII está formado por una zona sumamente montañosa del centro del estado de Veracruz, en la zona denomina como Sierra de Zongolica y las Cumbres de Acultzingo, cercana a las ciudades de Orizaba y Córdoba, pero que debido a su accidentada geografía es de difícil acceso; lo forman los municipios de Acultzingo, Astacinga, Atlahuilco, Camerino Z. Mendoza, Coetzala, Cuitláhuac, Huiloapan de Cuauhtémoc, Magdalena, Mixtla de Altamirano, Omealca, Rafael Delgado, San Andrés Tenejapan, Soledad Atzompa, Tehuipango, Tequila, Tezonapa, Tlilapan, Tlaquilpa, Xoxocotla, Yanga y Zongolica.

## Distritaciones anteriores

### Distritación 1996 - 2005
Entre 1996 y 2005 el territorio del distrito era casi idéntico al actual, formado por los mismos municipios a excepción de los de Cuitláhuac y Yanga, hasta entonces integrados en el Distrito XVI.

## Diputados por el distrito
- LI Legislatura
  - (1979 - 1994): Noé Ortega Martínez
- LVI Legislatura
  - (1994 - 1997): Roberto Álvarez Salgado
- LVII Legislatura
  - (1997 - 2000): Rogelio Chávez Domínguez
- LVIII Legislatura
  - (2000 - 2003): Edgar Flores Galván
- LIX Legislatura
  - (2003 - 2006): Mario Zepahua Valencia
- LX Legislatura
  - (2006 - 2009): Pedro Montalvo Gómez [3]
  - (2009): María Dolores Ortega Tzitzihua
- LXI Legislatura
  - (2009 - 2012): María Isabel Pérez Santos
- LXII Legislatura
  - (2012 - 2015): Tomás López Landeros
- LXIII Legislatura
  - (2015 - 2018): Lillián Zepahua García
- LXV Legislatura
  - (2018 - 2021): Bonifacio Aguilar Linda
- LXV Legislatura
  - (2018 - 2021): Itzel Aleli Domínguez Zopiyactle
- LXVI Legislatura
  - (2024): Benito Aguas Atlahua

## Elecciones de 2009
|  | Partido Acción Nacional                        |  | Tomás López Landero              |
|  | Partido Revolucionario Institucional           |  | María Isabel Pérez Santos        |
|  | Partido de la Revolución Democrática           |  | Tomás Arrieta Vázquez            |
|  | Coalición Salvemos a México (PT, Convergencia) |  | José Emeterio Martínez Anastasio |
|  | Partido Verde Ecologista de México             |  | María Lucía López García         |
|  | Partido Nueva Alianza                          |  | Abel Mazahua Domínguez           |
|  | Partido Socialdemócrata                        |  | Juan Antonio Cuicahua Mequixtle  |